# Пантаївка
Пантаївка — селище в Україні, адміністративний центр Пантаївської селищної громади Олександрійського району Кіровоградської області. Орган місцевого самоврядування — Пантаївська селищна рада. Населення становить 2571 особу.

## Географія

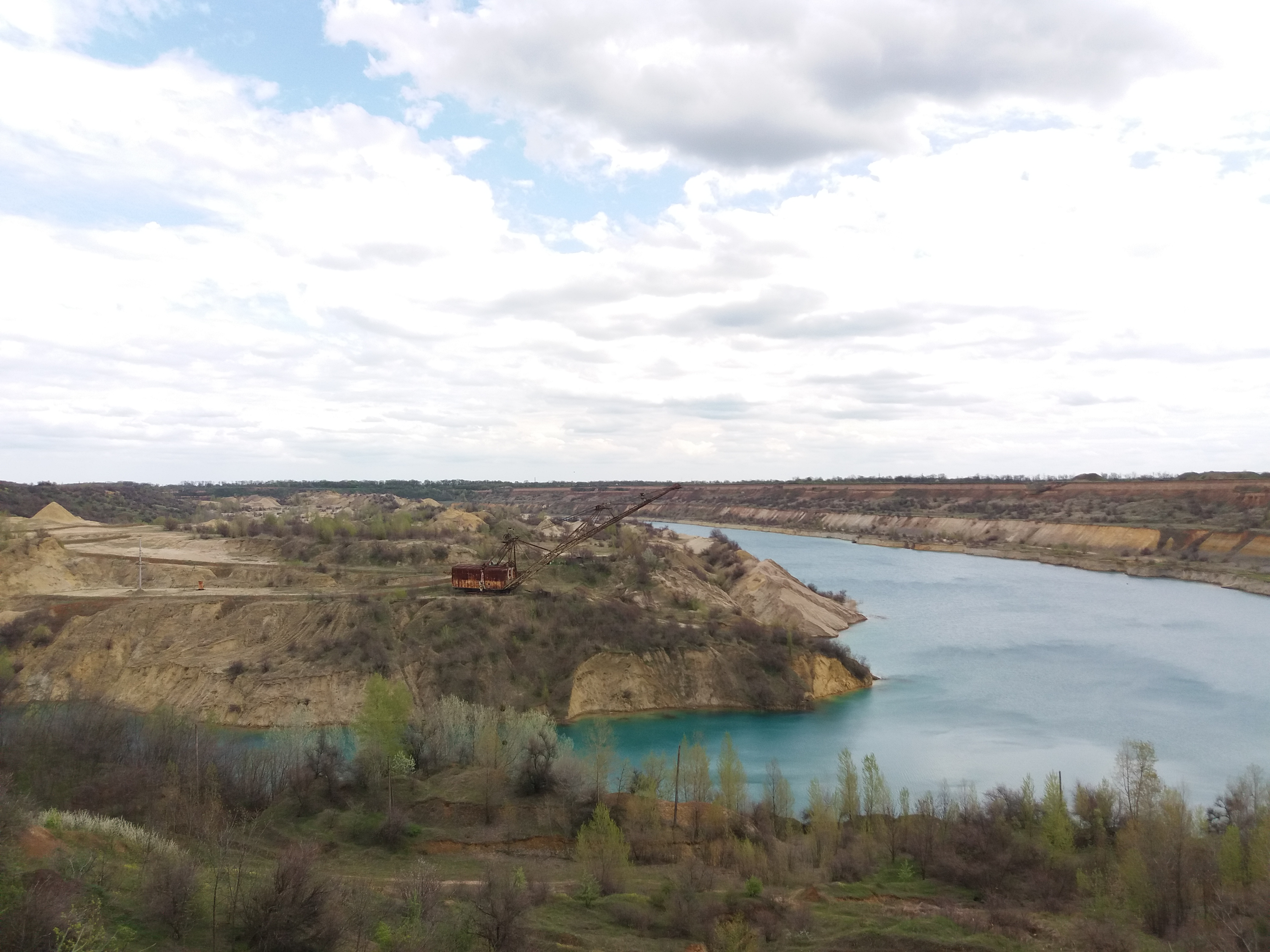
Вид на Морозівський вугільний розріз із боку Пантаївки

Пантаївка розташована за 14 км на захід від Олександрії. Через селище проходить автомобільна дорога E50. На схід від Пантаївки лежить покинутий та затоплений Морозівський вугільний кар'єр.

## Історія

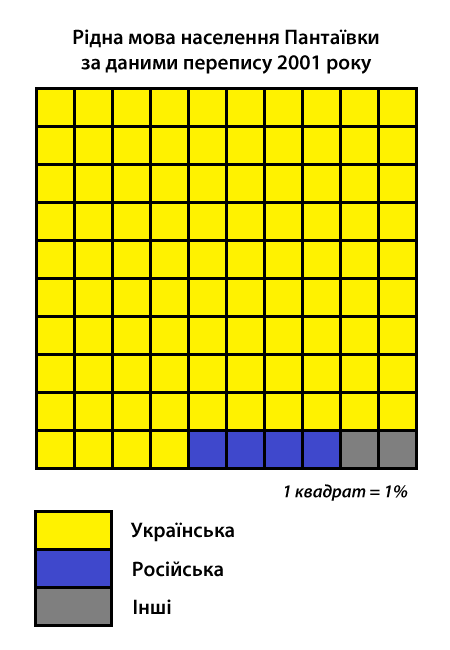
Рідна мова населення Пантаївки за даними перепису 2001 року

Станом на 1886 рік у селі, центрі Світлопільської волості Олександрійського повіту Херсонської губернії, мешкало 464 особи, налічувалось 94 дворових господарства, існувала православна церква. За 3 версти — православна церква.

## Населення

### Мова
Розподіл населення за рідною мовою за даними перепису 2001 року:
| Мова            | Кількість | Відсоток |
| --------------- | --------- | -------- |
| українська      | 2902      | 93.92%   |
| російська       | 134       | 4.34%    |
| циганська       | 23        | 0.74%    |
| білоруська      | 15        | 0.49%    |
| румунська       | 10        | 0.32%    |
| болгарська      | 1         | 0.03%    |
| інші/не вказали | 5         | 0.16%    |
| Усього          | 3090      | 100%     |

## Освіта
У Пантаївці діють: Пантаївський ліцей Пантаївської селищної ради, дошкільний навчальний заклад (ясла-садок) № 23, комунальний ДНЗ «Спеціалізований дитячий будинок», дитяча музична школа.

## Культура
У селищі діє будинок культури.

## Постаті
- Басак Олександр Олександрович (Бисак; 1989—2014) — старший солдат Державної прикордонної служби України, учасник російсько-української війни.